# Jacob Fredrik Neikter Arosenius
Jakob Fredrik Neikter Arosenius, ofta J.F.N. Arosenius, född 11 juli 1809 i Norrköping, död 17 december 1890 i Norrköping, var en svensk överstelöjtnant, topograf, krigsarkivarie och tecknare. 
Han var son till assessorn Carl Fredric Arosenius och Margareta Lovisa Neikter och från 1861 gift med Augusta Sofia Dahlberg samt far till Louise, Edvard och Maria Fredrika Arosenius. 
Arosenius, som 1827 blev underlöjtnant vid Fältmätningsbrigaden och 1874 överstelöjtnant i svenska armén, var föreståndare för Krigsarkivet 1862-1874 och tog avsked från armén 1886. Han blev ledamot av Krigsvetenskapsakademien 1848. Arosenius skrev ett stort antal i Rikets allmänna kartverk i manuskript förvarade volymer i triangelmätning över större delen av Sverige. Han författade även flera uppsatser i Krigsvetenskapsakademiens handlingar (bland annat Sveriges höjdsträckningar 1849 och årsberättelser i topografi) samt Kortfattad topografisk och statistisk beskrifning öfver Sverige och Norge (1880; i Carl Otto Nordensvans och Wilhelm Ernst von Krusenstjernas "Handbok för svenska härens befäl") och Om terrainlära (Skrifter utgifna af Svenska sällskapet för antropologi och geografi, samma år) och Sveriges finnmarker (i "Ymer", 1881:1). Arosenius under många år opublicerade självbiografi En flyttfågels öden utgavs 2001 av Föreningen Gamla Norrköping Några av hans skrifter användes i utbildningen vid Sveriges allmänna kartverk fram till 1950-talet. Bland texterna fanns kartor och tablåer som var illustrerade av Arosenius, han finns även omnämnd som landskaps- och porträttecknare.